# Кировская ТЭЦ-3
Кировская ТЭЦ-3 (Кирово-Чепецкая ТЭЦ) — тепловая электростанция в составе Кировского филиала ПАО "Т Плюс". Расположена в городе Кирово-Чепецке Кировской области.
Установленная электрическая мощность: Газотурбинная установка  — 236 МВт.
Установленная тепловая мощность: Газотурбинная установка  —136 Гкал /ч; Паросиловая часть 772,3 Гкал /ч.
Персонал: Газотурбинная установка — 58 человек; Паросиловая часть 205 человек.

## История
В марте 1924 года в здании спичечной фабрики села Усть-Чепца прошло собрание рабочих и жителей окрестных деревень с целью увековечивания памяти В. И. Ленина. Было решено построить в его честь гидроэлектростанцию, за счёт передачи раз в месяц дневного заработка в течение года. Но в конце 1920-х годов вблизи села были обнаружены большие запасы торфа, что предопределило постройку тепловой электростанции. 13 июля 1935 СНК СССР постановил построить ТЭЦ вблизи деревни Пермячиха Проснинского района, но строительство проходило медленно и дважды консервировалось.

Подъём вагонов с дровяным топливом (1942 г.)

В годы ВОВ Киров стал крупным центром эвакуации для промышленных предприятий, которые испытывали дефицит энергии, и строительство ТЭЦ ускорили. 6 ноября 1942 на электростанции состоялся пуск первого турбоагрегата мощностью 12 МВт и котла паропроизводительностью 75 т/ч. Через год на ТЭЦ был введён в эксплуатацию второй котёл с той же паропроизводительностью. Первым директором ТЭЦ-3 назначили Николая Максимовича Чабана.
Первоначально станция получила название Кирово-Чепецкой, так был назван и рабочий посёлок при ней. К 1949 году на ТЭЦ была смонтирована турбина мощностью 25 МВт и два паровых котла паропроизводительностью по 75 т/ч, её установленная мощность возросла до 36 МВт.
В 1950 году в Горьковском отделении «Теплоэлектропроекта» был разработан проект расширения Кировской ТЭЦ-3 с использованием наиболее современного в то время оборудования, работающего на фрезерном торфе. К середине 1950-х годов мощность электростанции выросла в девять с лишним раз. Долгие годы ТЭЦ оставалась самой мощной электростанцией в Кировской области.
За период с 1953 по 1960 год построено и смонтировано семь котлоагрегатов: четыре по 170 т/ч и три по 220 т/ч, три турбогенератора по 25 МВт и еще два — 50 и 30 МВт, дымовые трубы высотой 100 метров.
Вскоре мощность местных торфодобывающих предприятий стала недостаточной для обеспечения топливных потребностей станции. Потребовалось освоение бурых углей Челябинского, Кизеловского и Кузнецкого месторождений. С 1962 года началось их сжигание. Одновременно для снижения вредных выбросов в атмосферу была осуществлена установка аппаратов мокрой очистки газов (скрубберов) на действующие котлы.
В период с 1967 по 1980 годы проведены работы по переводу конденсационных турбин в теплофикационный режим.
В 1993—1994 годах два котла ТП-170 были переведены на сжигание природного газа как одного из основных видов топлива, наряду с твёрдым топливом и — в аварийном режиме — мазутом. В 1997—2000 годах на природный газ были переведены два котла ПК-14
14 июня 2014 Федеральная сетевая компания сообщила о завершении работы по технологическому присоединению электроустановок Кировской ТЭЦ-3 с мощностью 230 МВт к Единой Национальной электрической сети, для чего была проведена реконструкция подстанций 500 кВ «Вятка» и 220 кВ «Чепецк».
31 июля 2014 ФСК ЕЭС объявила о введении в строй первой турбины нового парогазового энергоблока с нагрузкой 75 МВт.

## Оборудование
В настоящее время в паросиловой части Кировской ТЭЦ-3 в работе находится следующее энергетическое оборудование: один паровой котёл марки ТП-170 паропроизводительностью 170 т/ч, два котла марки ПК-14 паропроизводительностью 220 т/ч, одна паровая турбина марки ПТ-25-90/10, четыре водогрейных котла КВГМ–100. Один энергетический котёл марки ПК-14 ,паровая турбина марки ПТ-30-90/10,паровая турбина Т-42/50-90 находятся в длительной консервации на срок более года.
В состав энергоблока входит газовая турбина ГТЭ-160 ОАО «Силовые машины», котел-утилизатор Е-236/41 производства ОАО «ЭМАльянс» и теплофикационная паровая турбина Т-63-76-8,8 ОАО «Уральский турбинный завод».